# José Peñarrieta
José Feliciano Peñarrieta Flores (Yacuiba, 18 de novembro de 1988) é um futebolista profissional boliviano que atua como goleiro, atualmente defende o Petrolero Yacuiba.

## Carreira
José Peñarrieta se profissionalizou no Petrolero Yacuiba.

## Seleção
José Peñarrieta integrou a Seleção Boliviana de Futebol na Copa América de 2015.